# Gianella Palet
Gianella Palet (n. 5 iulie 2001, Mendoza, Provincia Mendoza, Argentina) este o sportivă ce a reprezentat Argentina. A participat la competiții asociate Jocurilor Olimpice în care a câștigat o medalie de aur.

## Participări
Lista de mai jos prezintă principalele competiții la care a participat Gianella Palet de-a lungul carierei.
- Anexo:Hockey en los Juegos Olímpicos de la Juventud de Buenos Aires 2018[*]